# معادلة هندرسون-هاسلبالخ
في الكيمياء والكيمياء الحيوية ، معادلة هندرسون-هاسلبالخ.
{\displaystyle {\ce {pH}}={\ce {p}}K_{{\ce {a}}}+\log _{10}\left({\frac {[{\ce {Base}}]}{[{\ce {Acid}}]}}\right)}
يرتبط الرقم الهيدروجيني لمحلول كيميائي لحمض ضعيف بالقيمة العددية لثابت تفكك الحمض ، K a، للحمض ونسبة التركيزات ، {\displaystyle {\frac {[{\ce {Base}}]}{[{\ce {Acid}}]}}} من الحمض وقاعدته المقترنة في حالة توازن. كما تبين المعادلة الاتية:
{\displaystyle \mathrm {{\underset {(acid)}{HA}}\leftrightharpoons {\underset {(base)}{A^{-}}}+H^{+}} }
على سبيل المثال ، قد يكون الحمض عبارة عن حمض أسيتيك.
{\displaystyle \mathrm {CH_{3}CO_{2}H\leftrightharpoons CH_{3}CO_{2}^{-}+H^{+}} }
يمكن استخدام معادلة هندرسون-هاسلبالخ لتقدير الرقم الهيدروجيني لمحلول منظم عن طريق تقريب نسبة التركيز الفعلية كنسبة من التركيزات التحليلية للحمض والملح ، MA.
يمكن أيضًا تطبيق المعادلة على القواعد عن طريق تحديد الشكل البروتوني للقاعدة كالحمض. على سبيل المثال ، مع أمين ، {\displaystyle \mathrm {RNH_{2}} } كما في المعادلة التالية.
{\displaystyle \mathrm {RNH_{3}^{+}\leftrightharpoons RNH_{2}+H^{+}} }

## الاشتقاق والافتراضات والقيود
يتكون محلول منظم بسيط من محلول حمض وملح من القاعدة المترافقة للحمض. على سبيل المثال ، قد يكون الحمض عبارة عن حمض أسيتيك وقد يكون الملح عبارة عن أسيتات الصوديوم . تربط معادلة هندرسون-هاسلبالخ الرقم الهيدروجيني لمحلول يحتوي على خليط من المكونين بثابت تفكك الحمض ، K a للحمض ، وتركيزات الأنواع في المحلول.

معايرة محاكاة لمحلول محمض لحمض ضعيف مع القلويات

لاشتقاق المعادلة ، يجب عمل عدد من الافتراضات المبسطة. ( pdf )
الافتراض 1 : الحمض ، HA ، أحادي القاعدة ويتفكك وفقًا للمعادلات
{\displaystyle {\ce {HA <=> H^+ + A^-}}}
{\displaystyle \mathrm {C_{A}=[A^{-}]+[H^{+}][A^{-}]/K_{a}} }
{\displaystyle \mathrm {C_{H}=[H^{+}]+[H^{+}][A^{-}]/K_{a}} }
C A هو التركيز التحليلي للحمض و C H هو تركيز أيون الهيدروجين الذي تمت إضافته إلى المحلول. يتم تجاهل التفكك الذاتي للماء. تمثل الكمية الموجودة بين قوسين مربعين ، [X] ، تركيز المادة الكيميائية X. ومن المفهوم أن الرمز H + يرمز إلى أيون الهيدرونيوم المميَّه. K a هو ثابت تفكك الحمض .
يمكن تطبيق معادلة هندرسون-هاسلبالخ على حمض متعدد الأساس فقط إذا كانت قيم p K المتتالية تختلف بمقدار 3 على الأقل. حمض الفوسفوريك هو حمض.
الافتراض 2 . يمكن تجاهل التأين الذاتي للماء . هذا الافتراض ليس صحيحًا ، بالمعنى الدقيق للكلمة ، مع قيم pH قريبة من 7 ، نصف قيمة pK w ، ثابت التأين الذاتي للماء . في هذه الحالة ، يجب تمديد معادلة توازن الكتلة للهيدروجين لتأخذ في الاعتبار التأين الذاتي للماء.
{\displaystyle \mathrm {C_{H}=[H^{+}]+[H^{+}][A^{-}]/K_{a}+K_{w}/[H^{+}]} }
ومع ذلك ، فإن المصطلح {\displaystyle \mathrm {K_{w}/[H^{+}]} } يمكن حذفها لتقريب جيد.
الافتراض 3 : الملح MA مفكك تماما في المحلول. على سبيل المثال ، مع أسيتات الصوديوم
{\displaystyle \mathrm {Na(CH_{3}CO_{2})\rightarrow Na^{+}+CH_{3}CO_{2}^{-}} }
يمكن تجاهل تركيز أيون الصوديوم [ + Na]. يعد هذا تقديرًا جيدًا للإلكتروليتات 1: 1 ، ولكن ليس لأملاح الأيونات التي تحتوي على شحنة أعلى مثل كبريتات المغنيسيوم ، MgSO 4 ، التي تشكل أزواج أيونات .
الافتراض 4 : حاصل معاملات النشاط ، {\displaystyle \Gamma } ، هو ثابت في ظل الظروف التجريبية التي تغطيها الحسابات.
ثابت التوازن الديناميكي الحراري ، {\displaystyle K^{*}} و
{\displaystyle K^{*}={\frac {[{\ce {H+}}][{\ce {A^-}}]}{[{\ce {HA}}]}}\times {\frac {\gamma _{{\ce {H+}}}\gamma _{{\ce {A^-}}}}{\gamma _{HA}}}}
هو نتاج حاصل قسمة التركيزات {\displaystyle {\frac {[{\ce {H+}}][{\ce {A^-}}]}{[{\ce {HA}}]}}} وحاصل القسمة ، {\displaystyle \Gamma } ، من معاملات النشاط {\displaystyle {\frac {\gamma _{{\ce {H+}}}\gamma _{{\ce {A^-}}}}{\gamma _{HA}}}} . في هذه التعبيرات ، تشير الكميات الموجودة بين الأقواس المربعة إلى تركيز الحمض غير المرتبط ، HA ، وأيون الهيدروجين H + ، والأنيون A - ؛ الكميات {\displaystyle \gamma } هي معاملات النشاط المقابلة. إذا كان من الممكن افتراض أن حاصل معاملات النشاط ثابت ومستقل عن التركيزات ودرجة الحموضة ، فيمكن التعبير عن ثابت التفكك K a كحاصل قسمة للتركيزات.
{\displaystyle K_{a}=K^{*}/\Gamma ={\frac {[{\ce {H+}}][{\ce {A^-}}]}{[{\ce {HA}}]}}}
توفر إعادة ترتيب هذه الصيغة و اخذ اللوغاريتمات معادلة هندرسون-هاسلبالش{\displaystyle {\ce {pH}}={\ce {p}}K_{{\ce {a}}}+\log _{10}\left({\frac {[{\ce {A^-}}]}{[{\ce {HA}}]}}\right)}

## التطبيق على القواعد
ثابت التوازن لبروتون القاعدة ، ب ،
B(base) + H+  BH+(acid)
هو ثابت ارتباط ، K b، والذي يرتبط ببساطة بثابت تفكك الحمض المترافق ، BH + .
{\displaystyle \mathrm {pK_{a}=\mathrm {pK_{w}} -\mathrm {pK_{b}} } }
يمكن تقريب قيمة ال {\displaystyle \mathrm {pK_{w}} } للكالسيوم الى 14 عند 25 درجة مئوية. يمكن استخدام هذا التقريب عندما تكون القيمة الصحيحة غير معروفة. وبالتالي، يمكن استخدام معادلة هندرسون-هاسلبالخ، بدون أي تعديل، للقواعد.

## التطبيقات البيولوجية
مع التوازن، يتم الحفاظ على الرقم الهيدروجيني للمحلول البيولوجي عند قيمة ثابتة عن طريق ضبط موضع التوازن.
{\displaystyle {\ce {HCO3-}}+\mathrm {H^{+}} \rightleftharpoons {\ce {H2CO3}}\rightleftharpoons {\ce {CO2}}+{\ce {H2O}}}
{\displaystyle \mathrm {HCO_{3}^{-}} } هو أيون بيكربونات, و {\displaystyle \mathrm {H_{2}CO_{3}} } حمض الكربونيك. ومع ذلك ، يمكن تجاوز قابلية ذوبان حمض الكربونيك في الماء. عندما يحدث هذا، يتم تحرير غاز ثاني أكسيد الكربون ويمكن استخدام المعادلة التالية بدلاً من ذلك.
{\displaystyle \mathrm {[H^{+}][HCO_{3}^{-}]} =\mathrm {K^{m}[CO_{2}(g)]} }
{\displaystyle \mathrm {CO_{2}(g)} } يمثل ثاني أكسيد الكربون المحرّر كغاز. في هذه المعادلة التي تستخدم على نطاق واسع في الكيمياء الحيوية ، {\displaystyle K^{m}} هو ثابت توازن مختلط يتعلق بالتوازن الكيميائي وقابلية الذوبان. يمكن التعبير عنها كالتالي :
{\displaystyle \mathrm {pH} =6.1+\log _{10}\left({\frac {[\mathrm {HCO} _{3}^{-}]}{0.0307\times P_{\mathrm {CO} _{2}}}}\right)}
حيث أن [HCO−
3] هو التركيز المولي للبيكربونات في بلازما الدم. و PCO2 هو الضغط الجزئي لثاني أكسيد الكربون في الغاز الطاف.

## تاريخ
في عام 1908 ، استنتج لورانس جوزيف هندرسون  معادلة لحساب تركيز أيون الهيدروجين لمحلول عازل بيكربونات ، والذي أعيد ترتيبه ليبدو كالتالي:
في عام 1909 قدم سورين بيتر لوريتز سورينسن مصطلحات الأسس الهيدروجينية ، والتي سمحت لكارل ألبرت هاسيلبالش بإعادة التعبير عن معادلة هندرسون بعبارات لوغاريتمية ،  مما أدى إلى معادلة هندرسون-هاسلبالش.